# 시스템 리스크
금융에서 시스템 리스크(영어: Systemic risk)는 개별 법인, 그룹 또는 시스템 구성 요소와 관련된 위험과 달리 전체 금융 시스템 또는 전체 시장의 붕괴 위험을 의미하며, 이는 전체 시스템에 해를 끼치지 않고 내부에 억제될 수 있다. 이는 "금융 중개 기관의 특유한 사건이나 조건으로 인해 발생하거나 악화될 수 있는, 잠재적으로 치명적인 금융 시스템 불안정"으로 정의될 수 있다. 이는 시스템이나 시장 내의 상호 연결성과 상호 의존성으로 인해 발생하는 위험을 의미하며, 단일 주체 또는 주체 클러스터의 실패가 연쇄 파산을 야기하여 전체 시스템 또는 시장을 파산시키거나 붕괴시킬 수 있다. 때로는 "체계적 위험"으로 잘못 불리기도 한다.

## 설명
시스템 리스크는 뱅크런과 관련이 있는데, 이는 어려움을 겪는 첫 번째 은행에 돈을 빌려준 다른 은행들에 연쇄적인 영향을 미쳐 연쇄 파산을 일으킨다. 예금자들이 채무 불이행의 파급 효과를 느끼고, 유동성 우려가 통화 시장 전반에 걸쳐 확산되면서, 시장에 공황이 퍼지고 갑작스러운 안전 자산 선호 현상이 발생하여 비유동성 자산에 대한 매도자는 많지만 매수자는 거의 없게 된다. 이러한 상호 연결성과 뱅크런의 잠재적 "집중"은 정책 입안자들이 시스템을 시스템 리스크로부터 보호하는 문제를 다룰 때 고려하는 사안이다. 정부와 시장 감독 기관(예: 미국 증권거래위원회(SEC) 및 중앙은행)은 금융 시장의 거래 참가자들이 상호 연결로 인해 발생하는 의존성의 거미줄에 얽혀 있다고 주장하며 시장 전체의 이익을 보호한다는 명분으로 정책과 규칙을 시행하려고 노력한다. 쉽게 말해, 일부 기업들은 "너무 커서 망할 수 없다"고 간주된다. 정책 입안자들은 종종 시스템 내의 개인이 아니라 시스템의 회복력을 보호하는 것에 관심을 기울인다고 주장한다. 시스템 리스크는 시장 참가자들의 상호 작용으로 인해 발생하므로, 내생적 위험의 한 형태로 볼 수 있다.
위험 관리 문헌은 시스템적 실패의 본질, 원인 및 영향, 그리고 발생 위험을 구분함으로써 경제 및 금융의 개념에 대한 대안적 관점을 제공한다. 이는 시스템적 실패의 위험을 "새로운 완화 노력이 없는 상태에서 시스템의 미래 행동에 대한 불확실성 측정으로 규정된 규제 기준에 따라 금융 서비스 공급이 더 이상 수요를 만족시키지 못하는, 미래의 특정 시점까지 시스템이 시스템적 실패의 운영 상태에 진입할 현재 시점의 전체 확률 측정"으로 정의하는 "운영 행동" 접근 방식을 취한다. 이 정의는 2008년경 아이슬란드 금융 시스템 붕괴 시뮬레이션에서 입증된 바와 같이 실제적인 위험 완화 적용에 유용하다.
시스템 리스크는 시장 또는 가격 리스크와 혼동되어서는 안 된다. 후자는 매매되는 품목에 특화되어 있으며, 시장 리스크의 영향은 해당 품목을 취급하는 주체에만 국한된다. 이러한 종류의 리스크는 미러 거래를 체결하여 투자를 헤지함으로써 완화될 수 있다.
'시스템 리스크'에 대한 보험은 종종 쉽게 얻을 수 있는데, 이는 보험을 발행하는 당사자가 보험료를 챙기고, 주주에게 배당금을 지급하고, 재앙적인 사건이 발생하면 파산 절차에 들어가 제한된 책임 뒤에 숨을 수 있기 때문이다. 그러나 이러한 보험은 피보험자에게 효과적이지 않다.
파생 상품 계약에 대한 파산 시 특별한 이점을 얻기 위해 금융 기관들이 사용한 주장 중 하나는 시장이 중요하면서도 취약하다는 것이었다.
시스템 리스크는 또한 더 큰 전체에 대한 부정적인 결과의 가능성과 정도로 정의될 수 있다. 연방 금융 규제와 관련하여, 금융 기관의 시스템 리스크는 기관의 활동이 더 큰 경제에 부정적으로 영향을 미쳐 그 영향을 완화하기 위해 이례적이고 극단적인 연방 개입이 필요하게 될 가능성과 정도를 의미한다.
수학적 접근 방식, 모델 가정 또는 단일 기관에 대한 초점에 의해 제한되지 않으며, 금융, 정치, 환경 및 기타 여러 위험의 시스템적 특성을 포괄하는 최초의 운영 가능한 시스템 위험 정의는 2010년에 제시되었다.
런던 정치경제대학교의 시스템 리스크 센터는 시스템 리스크 연구에 중점을 둔다. 이곳은 시스템 리스크가 내생적 위험의 한 형태이므로 시스템 리스크의 실증적 측정을 어렵게 만든다는 것을 발견한다.

## 측정

### TBTF/TCTF
미국 재산 및 상해보험사 협회에 따르면, 시스템 리스크를 측정하는 두 가지 주요 평가 방법은 "너무 커서 망할 수 없다"(TBTF)와 "너무 (상호)연결되어 망할 수 없다"(TCTF 또는 TICTF) 테스트이다. 첫째, TBTF 테스트는 필요한 정부 개입의 위험을 평가하는 전통적인 분석 방법이다. TBTF는 국가 및 국제 시장 대비 기관의 규모, 시장 점유율 집중도, 그리고 경쟁 진입 장벽 또는 제품 대체 용이성 측면에서 측정될 수 있다. 둘째, TCTF 테스트는 기관이 지속적인 사업을 수행하지 못했을 때 더 큰 경제에 미칠 중기적인 순 부정적 영향의 가능성과 정도를 측정하는 것이다. 이 영향은 기관의 제품 및 활동을 넘어 해당 기관에 특별히 의존하는 모든 다른 상업 활동의 경제적 승수 효과를 포함하여 측정된다. 또한 이 영향은 기관의 사업이 다른 시스템 리스크와 얼마나 상관관계가 있는지에 따라 달라진다.

#### 대마불사
필요한 정부 개입의 위험을 평가하는 전통적인 분석은 "너무 커서 망할 수 없다"(TBTF) 테스트이다. TBTF는 국가 및 국제 시장 대비 기관의 규모, 시장 점유율 집중도(예: 허핀달-허쉬만 지수 사용), 그리고 경쟁 진입 장벽 또는 제품 대체 용이성 측면에서 측정될 수 있다. 대부분의 금융 시장 부문에는 대기업이 존재하지만, 국내 보험 시장은 수천 개의 회사에 분산되어 있으며, 자본이 주요 투입 요소인 사업의 진입 장벽은 비교적 작다. 한 주택 보험사의 정책은 다른 보험사로 상대적으로 쉽게 대체되거나 주정부 잔존 시장 제공업체에 의해 인수될 수 있으며, 인수 유동성 제한은 주로 가격 및 자본 이동성 제한과 같은 주별 규제 장애물에서 비롯된다. 2008년 금융 위기 동안 아메리칸 인터내셔널 그룹(AIG)의 붕괴는 금융 시스템에 상당한 시스템 리스크를 야기했다. 미국 시장에는 TBTF에 해당하는 보험사가 없거나 극히 적다고 주장할 수 있다.

#### 너무 연결되어 망할 수 없다
전통적인 TBTF 테스트보다 더 유용한 시스템 리스크 측정은 "너무 연결되어 망할 수 없다"(TCTF) 평가이다. 직관적인 TCTF 분석은 최근 대부분의 연방 금융 비상 구제 결정의 핵심이었다. TCTF는 기관의 지속적인 사업 수행 실패가 더 큰 경제에 미칠 중기적인 순 부정적 영향의 가능성과 정도를 측정한다.
네트워크 모델은 상호 연결성이 시스템 리스크에 미치는 영향을 정량화하는 방법으로 제안되었다.
그 영향은 기관의 상품 및 활동뿐만 아니라, 해당 기관에 특별히 의존하는 모든 다른 상업 활동의 경제적 승수 효과도 측정된다. 또한 기관의 사업이 다른 시스템 리스크와 얼마나 연관되어 있는지에 따라 달라진다.

#### 시스템 리스크 측정의 비판
시스템 리스크 측정에 대한 비판: 다니엘슨 외는 SRISK 및 CoVaR과 같은 시스템 리스크 측정치에 대해 우려를 표명한다. 이는 매년 여러 차례 발생하는 시장 결과에 기반을 두고 있기 때문에 측정된 시스템 리스크의 확률이 금융 시스템의 실제 시스템 리스크와 일치하지 않는다는 것이다. 시스템적 금융 위기는 일반적인 OECD 국가에서 43년에 한 번 발생하며, 시스템 리스크 측정은 그 확률을 목표로 해야 한다.

### SRISK
금융 시스템 전체가 자본 부족 상태에 있을 때 금융 기관이 자본 부족 상태가 되면 해당 기관은 시스템 리스크를 나타낸다. 단일 위험 요인 모델에서 브라운리스와 엥글은  SRISK라는 시스템 리스크 측정 지표를 구축했다. SRISK는 특정 형태의 최소 자본 요구 사항을 복원하기 위해 금융 회사에 주입해야 하는 자본 금액으로 해석될 수 있다. SRISK는 몇 가지 좋은 특성을 가지고 있다. SRISK는 통화 단위로 표현되므로 해석하기 쉽다. SRISK는 회사 전반에 걸쳐 쉽게 집계되어 산업 및 국가별 집계를 제공할 수 있다. 마지막으로, SRISK 계산에는 그 자체로 위험 측정 지표로 간주될 수 있는 변수들이 포함된다. 이는 금융 회사의 규모, 레버리지(자산 대비 시가총액 비율), 그리고 회사의 수익률이 시장과 어떻게 변화하는지를 나타내는 측정 지표(일종의 시간 변동 조건부 베타이지만 분포의 꼬리 부분에 중점을 둔다)이다.
브라운리스와 엥글의 초기 모델은 미국 시장에 맞춰져 있지만, 엥글, 존도, 로킹어의 확장 모델은 유럽 시장에 더 적합하다. 한 요인은 전 세계 금융 시장의 변동을 포착하고, 다른 요인은 유럽 시장의 변동을 포착한다. 이 확장 모델은 국가별 요인을 허용한다.
다양한 요소를 고려함으로써, 미국 또는 아시아 시장에 대한 충격이 유럽에 영향을 미칠 수 있다는 점, 그리고 유럽 내의 나쁜 소식(예: 특정 국가의 잠재적 채무 불이행 소식)이 유럽에 중요하다는 점을 포착한다. 또한 유럽이나 미국에는 영향을 미치지 않지만 특정 국가에 중요한 국가별 소식이 있을 수 있다. 경험적으로 마지막 요인은 전 세계적 또는 유럽적 요인보다 덜 중요하다.
SRISK는 통화 단위로 측정되므로 산업 총계는 국내총생산과도 관련될 수 있다. 이처럼 국내, 시스템적으로 중요한 은행에 대한 측정값을 얻을 수 있다.
SRISK 시스템 리스크 지표는 매주 자동으로 계산되어 커뮤니티에 제공된다. 미국 모델의 경우 SRISK 및 기타 통계는 NYU 스턴 스쿨 웹사이트의 Volatility Lab에서, 유럽 모델의 경우 HEC 로잔 웹사이트의 Center of Risk Management (CRML)에서 확인할 수 있다.

#### 페어/바인 코퓰러
바인 코퓰러는 금융 자산 포트폴리오 전반의 시스템 리스크를 모델링하는 데 사용될 수 있다. 한 가지 방법은 클레이튼 정준 바인 코퓰러를 바인 구조 프레임워크 내에서 자산 쌍을 모델링하는 데 적용하는 것이다. 클레이튼 코퓰러가 사용되기 때문에 비대칭(즉, 좌측 꼬리) 의존성이 클수록 클레이튼 코퓰러 매개변수가 높아진다. 따라서 모든 클레이튼 코퓰러 매개변수를 합산할 수 있으며, 이 매개변수의 합이 높을수록 시스템 리스크의 임박한 가능성이 커진다. 이 방법론은 지난 40년간 미국 주식 시장에서 유가 파동과 1970년대 에너지 위기, 검은 월요일과 1980년대 걸프전, 1990년대 러시아 디폴트/LTCM 위기, 그리고 2000년대 기술 거품과 리먼 브라더스 파산을 포착하는 급증을 감지하는 것으로 나타났다. 만초와 피카는 유럽의 주권 및 금융 시스템 리스크를 정량화하기 위해 시스템 리스크를 기관의 신용 포트폴리오에 대한 예상 꼬리 손실로 측정하는 코퓰러 기반 방법인 t-스튜던트 디스트레스 보험 프리미엄(tDIP)을 소개한다.

## 시스템 리스크 하의 자산 및 파생상품 평가

### 고전적 평가 모델의 부적절성
시스템 리스크 하에서 파생상품, 부채 또는 주식을 평가하는 데 한 가지 문제는 금융 상호 연결성을 모델링해야 한다는 점이다. 특히 폐쇄형 평가 체인이 문제로 제기되는데, 여기서는 네 개의 회사 A, B, C, D를 예로 든다.
B는 A의 주식을 보유하고, C는 B의 부채를 보유하며, D는 C가 발행한 파생상품을 소유하고, A는 D의 부채를 보유할 수 있다.
예를 들어, A의 주가는 자기 자신을 포함한 다른 모든 자산 가치에 영향을 미칠 수 있다.

#### 머튼 (1974) 모델
성숙한 금융 시장에 존재하는 위에서 설명한 상황은 단일 기업 머튼 모형 내에서는 모델링할 수 없으며, 잠재적으로 상관 관계가 있는 자산을 가진 여러 기업으로의 직접적인 확장으로도 모델링할 수 없다. 이를 증명하기 위해, 만기 {\displaystyle T\geq 0}에 {\displaystyle a_{i}\geq 0}의 가치를 가진 시스템 외인성 자산을 모두 소유하고, 만기 {\displaystyle T}에 지불해야 할 단일 제로 쿠폰 부채 {\displaystyle d_{i}\geq 0}를 모두 빚진 두 개의 금융 회사 {\displaystyle i=1,2}를 고려하자. 여기서 "시스템 외인성"은 사업 자산 {\displaystyle a_{i}}가 고려되는 금융 시스템 내의 기업에 영향을 받지 않는다는 가정을 의미한다.
고전적인 단일 기업 머튼 모델에서, 만기 시의 주식 {\displaystyle s_{i}\geq 0}와 부채의 회수 가치 {\displaystyle r_{i}\geq 0}에 대해 다음이 성립한다.
{\displaystyle r_{i}=\min\{d_{i},a_{i}\}}
그리고
{\displaystyle s_{i}=(a_{i}-d_{i})^{+}.}
주식과 부채 회수 가치, {\displaystyle s_{i}} 및 {\displaystyle r_{i}}는 따라서 외인성 사업 자산의 가치 {\displaystyle a_{i}}에 의해 고유하고 즉시 결정된다. 예를 들어, {\displaystyle a_{i}}가 블랙-숄즈 동학(상관 관계 유무에 관계없이)에 의해 정의된다고 가정하면, 부채와 주식의 위험 중립 무차익 평가가 간단하다.

#### 비자명한 자산 가치 방정식
이제 다시 두 회사를 고려하되, 회사 1이 회사 2의 주식 5%와 부채 20%를 소유한다고 가정하자. 마찬가지로, 회사 2가 회사 1의 주식 3%와 부채 10%를 소유한다고 가정하자. 만기 시의 균형 가격 방정식 또는 청산 가치 방정식은 이제 다음과 같다.
{\displaystyle r_{1}=\min\{d_{1},a_{1}+0.05s_{2}+0.2r_{2}\}}
{\displaystyle r_{2}=\min\{d_{2},a_{2}+0.03s_{1}+0.1r_{1}\}}
{\displaystyle s_{1}=(a_{1}+0.05s_{2}+0.2r_{2}-d_{1})^{+}}
{\displaystyle s_{2}=(a_{2}+0.03s_{1}+0.1r_{1}-d_{2})^{+}.}
이 예시는 금융 상호 연결성 형태의 시스템 리스크가 단 두 개의 회사만 연루되어도 자산 가치에 대한 비자명하고 비선형적인 방정식 시스템으로 이어질 수 있음을 보여준다.

#### 부도 확률의 과대 및 과소평가
부채나 주식의 상호 보유를 무시하고 신용 위험을 모델링하면 부도 확률을 과소평가할 수도 있지만, 과대평가할 수도 있다는 것은 잘 알려져 있다. 따라서 정량적 위험 관리에서 금융 상호 연결성에 대한 적절한 구조 모델의 필요성은 연구든 실무든 명백하다.

### 금융 상호 연결성 하의 구조 모델
각 기업이 다른 기업의 부채를 소유할 수 있는 금융 시스템의 구조 모델을 처음으로 고려한 저자는 2001년 아르바이트와 노예였다. 스즈키(2002)는 부채와 주식 청구권의 교차 소유를 모델링하여 상호 연결성 분석을 확장했다. 아르바이트와 노예(2001)에 기반하여 시푸엔테스, 페루치, 신(2005)은 부도 비용이 네트워크 안정성에 미치는 영향을 고려했다. 엘싱어는 다양한 우선 순위의 금융 청구권을 포함하여 아르바이트와 노예(2001) 모델을 더욱 발전시켰다.
아세모글루, 오즈다글라르, 타바즈-살레히(2015)는 재난 비용과 다양한 우선 순위의 부채 청구권을 모두 포함하는 구조적 시스템 리스크 모델을 개발하고 이 모델을 사용하여 네트워크 상호 연결성이 금융 안정성에 미치는 영향을 조사했다. 그들은 특정 지점까지는 상호 연결성이 금융 안정성을 향상시킨다는 것을 보여주었다. 그러나 연결성의 임계 밀도를 초과하면 금융 네트워크 밀도의 추가 증가는 위험을 전파시킨다.
글래스맨과 영(2015)은 아이젠버그와 노이(2001)를 은행 네트워크에 대한 충격 모델링에 적용했다. 그들은 네트워크 연결성이 채무 불이행 확률에 미치는 영향에 대한 일반적인 경계를 개발한다. 대부분의 구조적 시스템 위험 문헌과 대조적으로, 그들의 결과는 매우 일반적이며 특정 네트워크 아키텍처나 특정 충격 분포를 가정할 필요가 없다.

### 위험 중립 평가: 가격 불확정성과 미해결 문제
일반적으로, 금융 상호 연결성 구조 모델에서 위험 중립 평가는 외부 자산 가격 벡터(이는 무작위일 수 있음)에 따라 만기 시 고유한 균형 가격을 요구한다. 파생상품이 없는 부채 및 주식 교차 소유권을 가진 금융 상호 연결 시스템은 소유권 행렬 형태의 소유권 구조에 대한 비교적 약한 조건이 고유하게 결정된 가격 균형을 보장하는 데 필요하다는 점에서 비교적 잘 이해되어 있다. 그러나 Fischer (2014) 모델은 고려되는 금융 시스템의 다른 모든 부채에 따라 정의되는 파생상품에 대해 매우 강력한 조건을 필요로 한다. 이는 시스템 내생 부채의 모든 가격이 고유하게 결정되도록 보장하기 위함이다. 더욱이, 전혀 해가 없거나, 유한한 수의 해(하나 이상), 그리고 무한히 많은 해를 갖는 예시가 존재한다는 것이 알려져 있다. 현재로서는 시스템 리스크가 있는 금융 네트워크에서 위험 중립 가격을 여전히 적용할 수 있도록 파생상품에 대한 약한 조건을 어떻게 선택할 수 있는지 불분명하다. 여러 가격 균형에서 발생하는 가격 불확정성은 시장 불완전성에서 발생하는 가격 불확정성과 근본적으로 다르다는 점은 주목할 만하다.

## 요소
시스템 리스크를 지지하는 요인들은 다음과 같다:
1. 모델의 경제적 함의가 제대로 이해되지 않는다. 각 개별 모델은 정확하게 만들어질 수 있지만, (1) 모든 모델이 동일한 이론적 기반을 사용하고, (2) 금융 시장과 경제 간의 관계가 알려지지 않았다는 사실은 시스템 리스크를 악화시킨다.
2. 금융 시장 거래에 사용되는 가격 모델에서 유동성 리스크가 고려되지 않는다. 모든 모델이 이 시나리오에 맞춰져 있지 않으므로, 이러한 모델을 사용하는 비유동성 시장의 모든 참가자는 시스템 리스크에 직면할 것이다.

## 다각화
위험은 회피, 다각화, 헤징, 그리고 위험 전가를 통한 보험의 네 가지 주요 방법으로 줄일 수 있다. 시장위험 또는 분산 불가능 위험이라고도 불리는 체계적 위험은 유가증권의 위험으로서 다각화를 통해 줄일 수 없다. 헤지펀드와 같은 시장 참가자는 시스템 리스크 증가의 원인이 될 수 있으며 그들에게 위험을 전가하는 것은 역설적으로 시스템 리스크에 대한 노출을 증가시킬 수 있다.
최근까지 많은 금융 이론 모델은 분산된(즉, 밀집된) 금융 시스템의 안정화 효과를 지적했다. 그럼에도 불구하고, 일부 최근 연구는 이러한 견해에 도전하기 시작했으며, 다각화가 시스템 리스크에 모호한 영향을 미칠 수 있는 조건을 조사하고 있다. 특정 범위 내에서 금융 상호 연결은 충격 흡수 장치 역할을 한다(즉, 연결성은 견고함을 낳고 위험 분담이 우세하다). 그러나 임계점을 넘어서면 상호 연결은 충격 증폭기 역할을 할 수 있다(즉, 연결성은 취약성을 낳고 위험 확산이 우세하다).

## 규제
시장 규제의 주요 이유 중 하나는 시스템 리스크를 줄이는 것이다. 그러나 규제 차익거래, 즉 규제 부문에서 덜 규제되거나 규제되지 않은 부문으로의 상업 이전은 시장을 한 바퀴 돌게 하여 시스템 리스크를 복원한다. 예를 들어, 시스템 리스크를 줄이기 위해 은행 부문이 규제 대상이 되었다. 은행 자체는 위험(따라서 수익)이 높은 곳에 신용을 제공할 수 없었으므로, 주로 보험 부문이 이러한 거래를 인수했다. 따라서 시스템 리스크는 한 부문에서 다른 부문으로 이동했으며, 이는 단일 산업 규제가 시스템 리스크에 대한 유일한 보호 장치가 될 수 없음을 증명한다.

## 프로젝트 위험
프로젝트 관리 및 원가 공학 분야에서 시스템 리스크는 특정 프로젝트에 고유하지 않으며 주어진 시점에서 프로젝트 팀이 쉽게 관리할 수 없는 위험을 포함한다. 이는 미시적 또는 내부 요인, 즉 프로젝트 시스템/문화의 속성으로 인한 불확실성으로 인해 발생한다. 일부는 고유 위험이라는 용어를 사용한다. 이러한 시스템 리스크는 PMI PMBOK(R) 가이드에서 개별 프로젝트 리스크라고 불린다. 이러한 리스크는 회사의 프로젝트 시스템(예: 범위 정의 전에 프로젝트에 자금을 지원), 역량 또는 문화의 성격에 따라 발생할 수 있다. 또한 프로젝트의 기술 수준이나 프로젝트 범위 또는 실행 전략의 복잡성에 따라 발생할 수도 있다. 시스템 리스크의 최근 한 예는 2008년 리먼 브라더스의 파산으로, 금융 시스템과 경제 전반에 충격을 주었다. 대조적으로, 특정 프로젝트에 고유한 위험은 금융 용어로 전체 프로젝트 위험 또는 체계적 위험이라고 불린다. 이는 때때로 우발 위험 또는 위험 사건이라고 불리는 프로젝트별 위험이다. 이러한 체계적 위험은 외부 환경의 거시적 또는 외부 요인의 불확실성으로 인해 발생한다. 2000년대 후반의 "대침체"는 체계적 위험의 예이다. 전체 프로젝트 위험은 PESTLE, VUCA 등을 사용하여 결정된다.
PMI PMBOK(R) 가이드는 개별 프로젝트 위험을 "발생 시 하나 이상의 프로젝트 목표에 긍정적 또는 부정적 영향을 미치는 불확실한 사건 또는 조건"으로 정의하는 반면, 전체 프로젝트 위험은 "프로젝트 전체에 대한 불확실성의 영향... 프로젝트 내 개별 위험의 합계 이상이며, 모든 프로젝트 불확실성 원천을 포함... 이해관계자가 프로젝트 결과의 변동(긍정적 및 부정적 모두)의 함의에 노출되는 것을 나타낸다"고 정의한다.

## 시스템 리스크 및 보험
2010년 2월, 국제 보험 경제 싱크탱크인 제네바 협회는 시스템 리스크에서 보험사의 역할에 대한 110페이지 분량의 분석 보고서를 발행했다.
이 보고서는 글로벌 금융 시스템에서 보험사와 은행의 다른 역할과 위기에 미치는 영향을 검토한다(CEA 보고서 "Why Insurers Differ from Banks" 참조). 분석의 핵심 결론은 보험 및 재보험사의 핵심 활동은 산업의 특정 특성으로 인해 시스템 리스크를 야기하지 않는다는 것이다.
- 보험은 선납 보험료로 자금을 조달하므로 보험사는 도매 자금 조달 없이 강력한 영업 현금 흐름을 갖는다.
- 보험 정책은 일반적으로 장기적이며 통제된 자금 유출을 통해 보험사가 금융 시스템의 안정화 장치 역할을 할 수 있게 한다.
- 2008년 금융 위기 동안 보험사는 비교적 꾸준한 역량, 사업 규모 및 가격을 유지했다.

가장 일반적으로 인용되는 시스템 리스크 정의인 금융 안정 위원회(FSB)의 정의를 보험 및 재보험사의 핵심 활동에 적용하면, 보고서는 다음 이유 중 적어도 하나 이상으로 인해 어떤 활동도 시스템적으로 중요하지 않다고 결론 내린다.
- 규모가 제한적이어서 금융 시장에 파괴적인 영향을 미치지 않는다.
- 보험 부실은 천천히 진행되며, 예를 들어 자본 조달 또는 최악의 경우 질서 있는 청산을 통해 흡수될 수 있다.
- 보험 활동의 상호 관계 특성상 전염 위험이 제한적이다.

보고서는 감독 기관과 정책 입안자들이 새로운 규제를 도입할 때 금융 기관보다는 활동에 집중해야 하며, 유럽 연합의 솔벤시 II와 같은 향후 보험 규제 체제는 이미 보험 활동을 적절하게 다루고 있음을 강조한다.
그러나 2008년 금융 위기 동안 소수의 보험사들이 수행한 준은행 활동 중 일부는 파산을 야기하거나 상당한 어려움을 초래했다. 따라서 보고서는 적절한 위험 관리 프레임워크 없이 광범위하게 수행될 경우 시스템적으로 중요성을 가질 수 있는 두 가지 활동을 식별한다.
- 비보험 대차대조표상의 파생상품 거래
- 상업 어음 또는 증권 대여로부터의 단기 자금 조달의 잘못된 관리.

산업계는 이러한 특정 활동을 해결하고 금융 안정성을 강화하기 위해 5가지 권고 사항을 제시했다.
- 보험 그룹에 대한 포괄적이고 통합적이며 원칙 기반의 감독 프레임워크를 구현하여 과도한 파생 상품 활동과 같은 비보험 활동을 포착한다.
- 특히 단기 자금 조달과 관련된 잠재적 잘못된 관리 문제를 해결하기 위해 유동성 위험 관리를 강화한다.
- 전통적인 보험과 매우 다른 비즈니스 모델을 가진 금융 보증 보험의 규제를 강화한다.
- 적절한 보험 대표가 참여하는 거시 건전성 모니터링을 확립한다.
- 업계가 얻은 교훈을 바탕으로 위험 관리 관행을 강화하고 글로벌 규모로 감독 당국과 경험을 공유한다.

제네바 협회 성명 발표 이후, 2010년 6월 국제 보험 감독자 협회(IAIS)는 주요 금융 안정성 문제에 대한 입장 성명을 발표했다. 성명의 주요 결론은 "보험 부문은 금융 부문의 다른 부분에서 발생하는 시스템 리스크에 취약하다. 그러나 대부분의 보험 종류의 경우 보험이 금융 시스템 자체 또는 실물 경제 내에서 시스템 리스크를 발생시키거나 증폭시킨다는 증거는 거의 없다"는 것이었다.
CEA 및 미국 재산 및 상해보험사 협회(PCI)와 같은 다른 기관들도 같은 주제에 대한 보고서를 발표했다.

## 논의
시스템 리스크는 더 큰 전체에 대한 부정적인 결과의 가능성과 정도를 평가한다. "시스템 리스크"라는 용어는 서브프라임 모기지 사태와 같은 최근의 경제 위기와 관련된 논의에서 자주 사용된다. 금융 기관의 시스템 리스크는 기관의 활동이 더 큰 경제에 부정적으로 영향을 미쳐 그 영향을 완화하기 위해 이례적이고 극단적인 연방 개입이 필요하게 될 가능성과 정도를 의미한다. 2008년 금융 위기는 더 큰 경제에 시스템 리스크를 야기한 은행 파산을 초래했다. 바니 프랭크 의장은 고도의 레버리지 금융 시스템이 시스템 리스크에 취약하다는 우려를 표명했으며, 미국 정부는 금융 서비스 규제 개혁과 시스템 리스크를 해결하는 방법을 논의해 왔다.
1990년대와 2000년대에 발표된 일련의 실증 연구는 규제 완화와 점점 더 치열해지는 경쟁이 은행의 수익 마진을 낮추고, 이익을 늘리기 위해 과도한 신용 위험을 감수하는 도덕적 해이를 조장한다는 것을 보여주었다. 반면에, 동일한 효과가 과점 은행 부문에서 측정되었는데, 이는 시장 점유율과 계약 권력에 의해 더 높은 대출 평균 금리를 설정하도록 장려된 제한된 수의 시장 운영자들이 지배하는 은행 부문이었다. 때로는 시장 가치 이하의 판매를 통해 과도한 수의 시장 운영자들이 고의적으로 도입되어 가격 전쟁과 대규모 은행 파산의 물결을 야기하고, 이후 시장 카르텔 형성을 야기했다. 이 두 단계는 일반적으로 더 낮은 가격(이후 더 높아짐)에서 담합하려는 동일한 이해관계의 표현으로 간주되었는데, 이는 둘 다 방지하도록 명령된 규제 부족으로 인해 가능했다. 은행은 공정 가치 계층의 레벨 2 또는 3으로 분류된 막대한 금융 상품 보유로 인해 평가 위험에 가장 노출될 가능성이 있는 주체이다. 유럽에서는 2020년 말 기준 유럽 중앙은행 (ECB)의 직접 감독을 받는 은행들이 8조 7천억 유로 상당의 공정 가치 금융 상품을 보유하고 있었으며, 이 중 6조 6천억 유로는 레벨 2 또는 3으로 분류되었다. 레벨 2 및 레벨 3 상품은 은행의 최고 품질 자본(소위 티어 1 자본)의 각각 495%와 23%에 달했다. 결과적으로 이러한 금융 상품 평가의 작은 오류라도 은행의 자본에 상당한 영향을 미칠 수 있다.
2020년 2월, 유럽 시스템 리스크 위원회는 보고서에서 은행의 대차대조표에 있는 복잡한 특징과 제한된 유동성을 가진 상당량의 금융 상품이 글로벌 금융 시스템의 안정성에 위험 요인이 된다고 경고했다. 유럽에서 2020년 말 기준 유럽 중앙은행(ECB)의 직접 감독을 받는 은행들은 공정 가치 회계 대상 금융 상품을 8조 7천억 유로 상당 보유하고 있었다. 이 중 6조 6천억 유로는 공정 가치 계층에서 레벨 2 또는 3으로 분류되었는데, 이는 이들이 잠재적으로 평가 위험, 즉 실제 시장 가치에 대한 불확실성에 노출되어 있음을 의미한다. 레벨 2 및 레벨 3 상품은 은행의 최고 품질 자본(소위 티어 1 자본)의 각각 495%와 23%에 달했다. 결과적으로 이러한 금융 상품 평가의 작은 오류라도 은행의 자본에 상당한 영향을 미칠 수 있다.

## 같이 보기
- 뱅크런
- 금융위기
- 거시건전성 정책
- 현대 포트폴리오 이론
- 도덕적 해이
- 위험 모델링
- 탈레브 분포
- 글래스-스티걸 법
- 화폐경제학
- 자본 축적의 내부 모순
- 시스템적으로 중요한 금융기관
- 평가 위험

## 더 읽어보기
- 시스템 리스크 전용 웹사이트: http://www.systemic-risk-hub.org/
- Bartram, Söhnke M.; Brown, Gregory W.; Hund, John (December 2007). 《Estimating Systemic Risk in the International Financial System》 (PDF). 《Journal of Financial Economics》 86. 835–869쪽. CiteSeerX 10.1.1.1033.2966. doi:10.1016/j.jfineco.2006.10.001. S2CID 6589252. SSRN 938707.
- Cont, Rama; Moussa, Amal; Santos, Edson B (December 2013). 《Network structure and systemic risk in banking systems》. 《Handbook of Systemic Risk》. 327–368쪽. doi:10.1017/CBO9781139151184. ISBN 9781139151184.
- Fischer, Tom (2014). 《No-arbitrage pricing under systemic risk: Accounting for cross-ownership》. 《Mathematical Finance》 24. 97–124쪽. arXiv:1005.0768. doi:10.1111/j.1467-9965.2012.00526.x. S2CID 153225655. (Published online: 19 Jun 2012)
- Gray, Dale F. and Andreas A. Jobst, 2011, "Modelling Systemic Financial Sector and Sovereign Risk," Sveriges Riksbank Economic Review, No. 2, pp. 68–106.
- Gray, Dale F. and Andreas A. Jobst, 2009, "Higher Moments and Multivariate Dependence of Implied Volatilities from Equity Options as Measures of Systemic Risk," Global Financial Stability Report, Chapter 3, April (Washington: International Monetary Fund), pp. 128–31.
- Gray, Dale F. and Andreas A. Jobst, 2011, "Modeling Systemic and Sovereign Risk," in: Berd, Arthur (ed.) Lessons from the Financial Crisis (London: RISK Books), pp. 143–85.
- Gray, Dale F. and Andreas A. Jobst, 2011, "Systemic Contingent Claims Analysis – A Model Approach to Systemic Risk," in: LaBrosse, John R., Olivares-Caminal, Rodrigo and Dalvinder Singh (eds.) Managing Risk in the Financial System (London: Edward Elgar), pp. 93–110.
- Gray, Dale F.; Jobst, Andreas A.; Malone, Samuel (2010). 《Quantifying Systemic Risk and Reconceptualizing the Role of Finance for Economic Growth》. 《Journal of Investment Management》 8. 90–110쪽.
- Hansen, Lars Peter. “Challenges in Identifying and Measuring Systemic Risk” (PDF). National Bureau of Economic Research. 2013년 3월 6일에 확인함.
- Ilin, Thomas; Varga, Liz (2015). 《The uncertainty of systemic risk》. 《Risk Management》 17. 240–275쪽. doi:10.1057/rm.2015.15. S2CID 155209532.
- Jobst, Andreas A., 2012, "Systemic Risk in the Insurance Sector-General Issues and a First Assessment of Large Commercial (Re-)Insurers in Bermuda," Working paper (March 14). SSRN 2022062.
- Orlando, Giuseppe; Bufalo Michele; Penikas Henry; Zurlo Concetta (2022). 《Modern Financial Engineering: Counterparty, Credit, Portfolio and Systemic Risks》. World Scientific. ISBN 978-981-125-235-8.
- Williams, Mark T. (March 2010). “Uncontrolled Risk: The Lessons of Lehman Brothers and How Systemic Risk Can Still Bring Down the World Financial System”. 《Mcgraw-Hill》.
- Zeyu Zheng, Boris Podobnik, Ling Feng	and Baowen Li, "Changes in Cross-Correlations as an Indicator for Systemic Risk" (Scientific Reports 2: 888 (2012)).